# Trockenrasen-Knotenameise
Die Trockenrasen-Knotenameise (Myrmica scabrinodis) ist eine Ameise aus der Unterfamilie der  Knotenameisen (Myrmicinae). Trotz ihres deutschen Trivialnamens kommt sie selten auf trockenen Grasflächen vor.

## Merkmale
Die Arbeiterinnen zeigen eine rötlich-braune Färbung und messen 3,5 bis 5 Millimeter. Die gesamte Körperoberfläche weist eine deutliche Längsfurchung auf. Der Scapus der Antennen ist an der Basis scharf abgewinkelt. Die Oberseite des Petiolus fällt nach hinten ab und bildet nahe der Verbindung zum Postpetiolus eine deutliche Stufe aus. Die Geschlechtstiere sind dunkler gefärbt als die Arbeiterinnen. Die Männchen haben eine Körperlänge zwischen 5 und 6 Millimetern. Ihr Scapus ist kurz und dick mit einer Biegung an der Basis. Zudem sind sie stark behaart. Die Königinnen haben eine Körperlänge zwischen 5 und 6,5 Millimetern, ansonsten sind sie ähnlich den Arbeiterinnen gestaltet.

## Verbreitung und Lebensraum
Das Verbreitungsgebiet erstreckt sich über ganz Mitteleuropa. In Nordeuropa kommt sie bis zum 68. Breitengrad vor. Die Art ist recht häufig, allerdings wegen ihrer versteckten Lebensweise und der individuenarmen Völker schwierig zu beobachten. Myrmica scabrinodis bevorzugt gut besonnte und nicht zu hochwüchsige Rasen- oder Saumbiotope, aber nur ausnahmsweise Trockenrasen. Sie meidet geschlossene Wälder ebenso wie hochrasige Wiesen und Staudenfluren und ist in der Nähe von, oder in menschlichen Siedlungen selten zu finden. Hohe Populationsdichten werden in offenen Torfmoosrasen von Mooren erreicht.

## Lebensweise
Diese polygyne Ameise bildet Völker mit ungefähr zwei bis fünf Königinnen und einigen hundert Arbeiterinnen. Ein Nest beinhaltet durchschnittlich 600 Arbeiterinnen, je nach Lebensraum schwankt der Durchschnitt aber zwischen 300 und 1.200. Sie zeigen sich nur bei der Nestverteidigung aggressiv. Die Geschlechtstiere schwärmen zwischen Ende Juli und Mitte September von ca. 14.00 bis 18.00 Uhr, meist bei schwüler Wetterlage und Windstille.
In ihrem Nest überwintern oft die Raupen einiger Bläulingsarten, wie etwa des Hellen Wiesenknopf-Ameisenbläulings (Phengaris teleius), wobei die Falterraupen dort räuberisch von Ameisenbrut leben. Myrmica scabrinodis dient in Mooren als Wirt von Schwebfliegen der Art Microdon myrmicae.

## Systematik
Die Art wird in folgende Unterarten aufgeteilt:
- Myrmica  scabrinodis scabrinodis Nylander, 1846
- Myrmica  scabrinodis scabrinodosabuleti Sadil, 1951

### Synonyme
Aus der Literatur sind folgende Synonyme für Myrmica scabrinodis bekannt:
- Myrmica pilosiscapus Bondroit
- Myrmica scabrinodis var. rugulosoides Forel
- Myrmica scabrinodis var. ahngeri Karavaiev